# Minas Gerais Audiovisual Expo
MAX - Minas Gerais Audiovisual Expo é um evento dedicado ao setor audiovisual brasileiro, realizado anualmente no Estado de Minas Gerais. A MAX visa a potencializar a cadeia produtiva do segmento audiovisual, oferecendo oportunidades de realização de negócios e também capacitações, além de atividades culturais. A programação do evento inclui rodadas de negócios, painéis de debates, palestras, masterclasses, mostra educativa e exibições culturais diversas.    

## Edições
Foram realizadas quatro edições da MAX, entre 2016 e 2019, todas na cidade de Belo Horizonte.
2016
A primeira edição da MAX foi realizada de 1º a 5 de junho de 2016, na Serraria Souza Pinto e no Museu de Artes e Ofícios. A programação cultural contou com a exposição "LUPA - Ensaios Audiovisuais", com a performance "Monstruário Ilustrado" e com a Mostra "Imagem em Construção". A Rodada de Negócio teve 31 empresas âncoras e foram apresentados 209 projetos (selecionados entre os 310 inscritos). Com foco em capacitação, foram realizados 66 painéis e palestras com a presença de executivos, consultores e especialistas do mercado, organizados em quatro salas com programação simultânea e gratuita. Mais de 3.500 pessoas participaram das atividades e cerca de 7 mil visitaram as exposições.
2017
A MAX 2017 aconteceu entre os dias 22 e 26 de agosto de 2017, também na Serraria Souza Pinto e no Museu de Artes e Ofícios, no centro de Belo Horizonte. A programação cultural foi ampliada, com a realização de um Cinema ao ar livre, montado na Praça da Estação, onde foram exibidos clássicos do cinema mundial. As rodadas de negócios tiveram 457 projetos inscritos, dos quais 253 foram selecionados e apresentados para 26 empresas âncoras.  A progração cultural contou com a Exposição "Um Atrapalho no Trabalho (apud Paulo Leminski)", além da Exibição "Ofícios da Animação", na qual convidados realizaram ao vivo trechos de animação utilizando diferentes técnicas.
2018
A terceira edição da MAX foi realizada de 28 de agosto a 1º de setembro, dessa vez no Expominas BH. Empresas líderes em seus segmentos participaram de 429 encontros na rodada de negócios demonstrando, interesse no estabelecimento de parcerias para aquisição, coproduções e licenciamentos de conteúdo audiovisual: Academia de Filmes, Arte 1, AXN, Canal Brasil, Canal Curta!, Cineart Filmes, CineBrasilTv, Comedy Central, Elo Company, Fashion TV, FOX, FOX Premium, Giros, Glaz, GloboNews, GNT, H2O Films, Investimage, Mais Globosat, Moonshot Pictures, MTV, Music Box, Nat Geo, Nat Geo Kids, Nickelodeon, Nick Jr., O2 Play, Panorâmica, Paramount Channel, Prime Box, Rede Minas, Sony, Telecine, Travel Box, TV Brasil, TV Cultura, TV Globo Minas, TV Rá-Tim-Bum, Videocamp, Vitrine Filmes, Viva, Woohoo e ZooMoo. Foram promovidos 78 painéis abertos ao público - com temas referentes ao desenvolvimento de mercado, políticas e regulamentação, técnicas e ofícios, cultura e tendências e capacitação de empresas -, que reuniram uma média de 3 mil expectadores durante o período do evento. A MAX 2018 sediou o 6º Encuentro Latinoamericano de Film Comissions com representantes de 8 países. O Cinema na Praça, montado na Praça da Estação, exibiu nove clássicos do cinema mundial, em sessões abertas ao público. No Museu de Artes e Ofícios, foi realizada a Exposição “Quando o cinema se desfaz”, de Solon Ribeiro, baseada em 20 mil fotogramas. Também foram realizadas mais de 30 horas de Oficina de Animação conduzidas por Daniel Herthel.
2019
A MAX 2019 aconteceu entre nos dias 28 e 29 de novembro. A programação foi concentrada em apenas dois dias e, dessa vez, foi realizada na sede do Sebrae MG. A rodada de negócios continuou como ponto forte do evento, tendo recebido 476 propostas de 13 Estados Brasileiros. Na vertente capacitação, foram realizados 56 painéis e mesas redondas, divididas em quatro eixos: “Cultura e Tendências”, “Desenvolvimento de Mercado”, “Fórum de Políticas Públicas” e “Desenvolvimento de Narrativas”. A Exposição "Imagem, Memória, Técnica Audiovisual", montada pelo SESI Museu de Artes e Ofícios em parceria com o MIS-BH - Museu da Imagem e do Som -, retratou a evolução tecnológica do cinema com equipamentos de várias épocas.

## Organizadores
Os responsáveis pela organização da Minas Gerais Audiovisual Expo são o Governo do Estado de Minas Gerais, a Companhia de Desenvolvimento Econômico de Minas Gerais - CODEMIG, o Sistema FIEMG e o SEBRAE MG.  